# 米克薩·曼格夏
托洛薩·米克薩·曼格夏（英語：Tolosa Milkesa Mengesha，2000年4月16日—）是埃塞俄比亚田径运动员，專項為中长跑及马拉松。他曾在2019年世界越野錦標賽青年組比賽中獲得金牌；2024年柏林馬拉松以2小時03分17秒奪冠，並創下個人馬拉松最佳成績。

## 外部連結
- 米克薩·曼格夏在的頁面